# Wendy Wagner
Wendy Kay Wagner (* 31. Oktober 1973 in Salt Lake City) ist eine ehemalige US-amerikanische Skilangläuferin.

## Werdegang
Wagner lief im März 1996 in Sun Valley ihr erstes Rennen im Continental-Cup, das sie auf dem sechsten Platz über 5 km klassisch beendete. Ihre ersten von insgesamt 39 Weltcupeinzelrennen absolvierte sie bei den Nordischen Skiweltmeisterschaften 1999 in Ramsau am Dachstein. Dort belegte sie den 69. Platz über 5 km klassisch, den 56. Rang in der Verfolgung und den 46. Platz über 30 km klassisch. Mit der Staffel errang sie dort den 14. Platz. Im Dezember 1999 in Canmore und im Februar 2001 in Marquette holte sie je über 5 km klassisch ihre ersten Siege im Continental-Cup. Ihre besten Platzierungen bei den Nordischen Skiweltmeisterschaften 2001 in Lahti waren der 26. Platz über 10 km klassisch und der 12. Rang mit der Staffel. Im März 2001 holte sie in Oslo mit dem 23. Platz über 30 km klassisch ihre ersten Weltcuppunkte. Im folgenden Jahr erreichte sie dort mit dem 17. Platz im Sprint ihre beste Einzelplatzierung im Weltcup und zum Saisonende mit dem 75. Platz im Gesamtweltcup ihr bestes Gesamtergebnis. Ihre besten Resultate bei den Olympischen Winterspielen 2002 in Salt Lake City waren der 23. Platz über 30 km klassisch und der 13. Rang mit der Staffel.
In der Saison 2002/03 siegte Wagner sechsmal im Continental-Cup und errang zudem jeweils einmal den zweiten und dritten Platz. Ihr bestes Ergebnis beim Saisonhöhepunkt, den Nordischen Skiweltmeisterschaften 2003 im Val di Fiemme war der 32. Platz im 15-km-Massenstartrennen. In der folgenden Saison gewann sie im Continental-Cup in West Yellowstone über 10 km klassisch und in Soldier Hollow über 5 km klassisch und errang zudem dreimal den zweiten Platz. Bei den Nordischen Skiweltmeisterschaften 2005 in Oberstdorf lief sie auf den 50. Platz im Skiathlon, auf den 47. Rang im 30-km-Massenstartrennen und auf den 23. Platz im Sprint. Bei den Olympischen Winterspielen 2006 in Turin kam sie auf den 50. Platz über 10 km klassisch, auf den 35. Rang im Sprint, auf den 14. Patz mit der Staffel und auf den zehnten Rang zusammen mit Kikkan Randall im Teamsprint. Ihr letztes internationales Rennen absolvierte sie im März 2006 beim Nor-Am-Cup in Presque Isle. Dabei holte sie im 30-km-Massenstartrennen ihren 13. Sieg im Continental-Cup.

## Siege bei Continental-Cup-Rennen
| Nr. | Datum             | Ort              | Disziplin                   | Serie           |
| --- | ----------------- | ---------------- | --------------------------- | --------------- |
| 1.  | 19. Dezember 1999 | Canmore          | 5 km klassisch              | Continental-Cup |
| 2.  | 3. Februar 2001   | Marquette        | 5 km klassisch              | Continental-Cup |
| 3.  | 29. November 2002 | West Yellowstone | 5 km klassisch              | Continental-Cup |
| 4.  | 6. Dezember 2002  | Vernon           | 10 km klassisch             | Continental-Cup |
| 5.  | 7. Dezember 2002  | Vernon           | 10 km Skiathlon             | Continental-Cup |
| 6.  | 15. Dezember 2002 | Vernon           | 5 km klassisch              | Continental-Cup |
| 7.  | 4. Januar 2003    | Rumford          | 15 km klassisch             | Continental-Cup |
| 8.  | 7. Januar 2003    | Rumford          | 5 km klassisch              | Continental-Cup |
| 9.  | 29. November 2003 | West Yellowstone | 10 km klassisch             | Continental-Cup |
| 10. | 20. Dezember 2003 | Soldier Hollow   | 5 km klassisch              | Continental-Cup |
| 11. | 26. November 2005 | West Yellowstone | 10 km klassisch             | Nor-Am-Cup      |
| 12. | 10. Januar 2006   | Soldier Hollow   | 20 km Skiathlon 1           | Nor-Am Cup      |
| 13. | 26. März 2006     | Presque Isle     | 30 km klassisch Massenstart | Nor-Am Cup      |

## Teilnahmen an Weltmeisterschaften und Olympischen Spielen

### Olympische Spiele
- 2002 Salt Lake City: 13. Platz Staffel, 23. Platz 30 km klassisch, 36. Platz 10 km klassisch, 48. Platz 10 km Skiathlon
- 2006 Turin: 10. Platz Teamsprint klassisch, 14. Platz Staffel, 35. Platz Sprint Freistil, 50. Platz 10 km klassisch

### Nordische Skiweltmeisterschaften
- 1999 Ramsau am Dachstein: 14. Platz Staffel, 46. Platz 30 km klassisch, 56. Platz 10 km Freistil Verfolgung, 69. Platz 5 km klassisch
- 2001 Lahti: 12. Platz Staffel, 26. Platz 10 km klassisch, 29. Platz 15 km klassisch, 44. Platz Sprint Freistil, 47. Platz 10 km Skiathlon
- 2003 Val di Fiemme: 32. Platz 15 km klassisch Massenstart, 38. Platz 10 km klassisch, 42. Platz Sprint Freistil, 44. Platz 10 km Skiathlon
- 2005 Oberstdorf: 23. Platz Sprint klassisch, 47. Platz 30 km klassisch Massenstart, 50. Platz 10 km Skiathlon

## Platzierungen im Weltcup

### Weltcup-Statistik
Die Tabelle zeigt die erreichten Platzierungen im Einzelnen.
- 1.–3. Platz: Anzahl der Podiumsplatzierungen
- Top 10: Anzahl der Platzierungen unter den ersten zehn
- Punkteränge: Anzahl der Platzierungen innerhalb der Punkteränge
- Starts: Anzahl gelaufener Rennen in der jeweiligen Disziplin
- Hinweis: Bei den Distanzrennen erfolgt die Einordnung gemäß FIS.

| Platzierung         | Distanzrennen a | Distanzrennen a | Distanzrennen a | Distanzrennen a | Distanzrennen a | Skiathlon Verfolgung | Sprint | Etappen- rennen b | Gesamt | Team c | Team c  |
| Platzierung         | ≤ 5 km          | ≤ 10 km         | ≤ 15 km         | ≤ 30 km         | > 30 km         | Skiathlon Verfolgung | Sprint | Etappen- rennen b | Gesamt | Sprint | Staffel |
| ------------------- | --------------- | --------------- | --------------- | --------------- | --------------- | -------------------- | ------ | ----------------- | ------ | ------ | ------- |
| 1. Platz            |                 |                 |                 |                 |                 |                      |        |                   |        |        |         |
| 2. Platz            |                 |                 |                 |                 |                 |                      |        |                   |        |        |         |
| 3. Platz            |                 |                 |                 |                 |                 |                      |        |                   |        |        |         |
| Top 10              |                 |                 |                 |                 |                 |                      |        |                   |        |        | 2       |
| Punkteränge         |                 | 2               | 1               | 2               | 1               |                      | 3      |                   | 9      | 2      | 4       |
| Starts              | 4               | 10              | 1               | 3               | 2               | 7                    | 12     |                   | 39     | 2      | 5       |
| Stand: Karriereende |                 |                 |                 |                 |                 |                      |        |                   |        |        |         |

### Weltcup-Gesamtplatzierungen
| Saison  | Gesamt | Gesamt | Distanz | Distanz | Sprint | Sprint |
| Saison  | Punkte | Platz  | Punkte  | Platz   | Punkte | Platz  |
| ------- | ------ | ------ | ------- | ------- | ------ | ------ |
| 2000/01 | 8      | 94.    | -       | -       | -      | -      |
| 2001/02 | 14     | 75.    | -       | -       | 14     | 49.    |
| 2002/03 | 10     | 85.    | -       | -       | -      | -      |
| 2003/04 | 12     | 80.    | 12      | 66.     | -      | -      |
| 2004/05 | 3      | 96.    | -       | -       | 3      | 69.    |
| 2005/06 | 16     | 84.    | 6       | 82.     | 10     | 61.    |